# 傅光明 (作家)
傅光明（1965年5月2日—），男，北京人，中国现代文学研究学者、翻译家。首都师范大学教授。

## 生平
1986年毕业于北京大学分校中文系。他曾师从萧乾，并在中国现代文学馆供职34年。2005年毕业于河南大学中国现当代文学专业，获博士学位，论文《老舍之死与口述历史》。后进入复旦大学中国语言文学博士后流动站，任《中国现代文学研究丛刊》常务副主编、中国博物馆协会文学专业委员会常务副主任委员、中国老舍研究会副会长等。2020年正式入职首都师范大学外国语学院，为本科生和研究生讲授文学翻译。